# Gheorghe Rașovan
Gheorghe Rașovan (* 6. března 1955 Gârliste, Rumunsko) je bývalý rumunský zápasník, volnostylař.
V roce 1980 na olympijských hrách v Moskvě vybojoval v kategorii do 48 kg osmé místo. V roce 1977 vybojoval bronz a v roce 1978 stříbro na mistrovství Evropy.